# Monopenchelys acuta
Monopenchelys acuta és una espècie de peix de la família dels murènids i de l'ordre dels anguil·liformes.

## Morfologia
Els mascles poden assolir els 20,9 cm de longitud total.

## Distribució geogràfica
Es troba a l'Illa Ascensió, des de les Bahames fins al Carib i a Hawaii.